# Cynthia Erivo
Cynthia Erivo (London, 1987. január 8. –) nigériai származású Tony-díjas angol színésznő és Grammy-díjas énekes, zeneszerző.
A színpadon a Bíborszín című musicalből ismert, szélesebb körű ismertségre a Harriet – Szabadság vagy halál című életrajzi filmmel tett szert, amivel két Oscar-díjra is jelölték.

## Élete és pályafutása
Londonban született nigériai szülők gyermekeként. A La Retraite R. C. Leányiskolába járt, majd az East London-i Egyetemre iratkozott be, hogy zenepszichológiát tanuljon. Egy évvel később átjelentkezett a RADÁ-ra (Royal Academy of Dramatic Art), ahol sikeresen lediplomázott. 
2011-től 2012-ig egy brit turné alkalmával az Apácashow főszerepét alakította. 2013-ban megkapta Celie Harris szerepét a Bíborszínben az Off-West Enden. 2014-ben az I Can't Sing! The X Factor Musical című West End produkcióban szerepelt. Ugyanebben az évben társírója és előadója volt a Fly Before You Fall című dalnak, ami a Beyond the Lights című amerikai musical filmzenéjének része volt. 
2015-ben Erivo a Broadwayen is debütált, ahol ismét Celie Harris szerepét öltötte magára a Bíborszín című musicalben. A produkció két évig szerepelt a műsoron, és Erivo elnyerte vele a legjobb női főszereplőnek járó Tony-díjat, valamint a színházi zenealbumért járó Grammy-díjat is a producerekkel, Jennifer Hudsonnal és Danielle Brooksszal közösen megosztva. Erivo vendégszerepelt a Chewing Gum és a The Tunnel című tévésorozatokban. 
2017-ben megkapta Aretha Franklin énekesnő szerepét a Géniusz című tévésorozat harmadik évadjában. Első filmszerepét 2018-ban kapta meg a Nyughatatlan özvegyek című bűnügyi thrillerben a főszerepben Viola Davisszel és Michelle Rodriguezzel. A Húzós éjszaka az El Royale-ban című thrillerért Szaturnusz-díjra jelölték legjobb női mellékszereplő kategóriában. 2019-ben megkapta Harriet Tubman szerepét az életrajzi ihletésű Harriet című filmben, amivel Oscar-díjra jelölték. Erivo ezenfelül a film betétdalán is dolgozott Joshuah Brian Campbell-lel, amely a "Stand Up" címet kapta, és szintén Oscar-jelölést kapott.
2020-ban A kívülálló című tévésorozatban szerepelt. 2021-ben Erivo másodszor testesítette meg Aretha Franklint a Géniuszban. 2022-ben a Kék Tündért formálta meg Walt Disney élőszereplős Pinokkiójában.

## Filmográfia

### Film
| Év   | Magyar cím                     | Eredeti cím                | Szerep           | Magyar hang      |
| ---- | ------------------------------ | -------------------------- | ---------------- | ---------------- |
| 2018 | Nyughatatlan özvegyek          | Widows                     | Belle            | Szilágyi Csenge  |
| 2018 | Húzós éjszaka az El Royale-ban | Bad Times at the El Royale | Darlene Sweet    | Bánfalvi Eszter  |
| 2019 | Harriet – Szabadság vagy halál | Harriet                    | Harriet Tubman   |                  |
| 2021 | A fejedbe látok                | Chaos Walking              | Hildy            | Nádasi Veronika  |
| 2021 | Időtlen szerelem               | Needle in a Timestack      | Janine Mikkelsen |                  |
| 2022 | Pinokkió                       | Pinocchio                  | a Kék Tündér     | Gallusz Nikolett |
| 2023 | Partravetetten                 | Drift                      | Jacqueline       |                  |
| 2023 | Luther: A lemenő nap           | Luther: The Fallen Sun     | Odette Raine     | Nádasi Veronika  |
| 2024 | Wicked                         | Wicked                     | Elphaba          | Gallusz Nikolett |

### Televízió
| Év        | Magyar cím                      | Eredeti cím                                      | Szerep                       | Megjegyzések           |
| --------- | ------------------------------- | ------------------------------------------------ | ---------------------------- | ---------------------- |
| 2015      |                                 | Chewing Gum                                      | 1 epizód                     |                        |
| 2016      |                                 | Mr. Selfridge                                    | Alberta Hunter               | 2 epizód               |
| 2016      |                                 | The Tunnel                                       | Mel                          | 1 epizód               |
| 2017–2019 |                                 | Broad City                                       | 2 epizód                     |                        |
| 2018      | Bébi úr újra munkában           | The Boss Baby: Back in Business                  | Turtleneck CEO bébi (hangja) | 1 epizód               |
| 2020      | A kívülálló                     | The Outsider                                     | Holly Gibney                 | 8 epizód               |
| 2020      |                                 | James and the Giant Peach with Taika and Friends | Ladybird                     | minisorozat (1 epizód) |
| 2021      | Géniusz                         | Genius                                           | Aretha Franklin              | főszereplő (8 epizód)  |
| 2022      | Fraggle Rock: Újra zúznak       | Fraggle Rock: Back to the Rock                   | levéltáros (hangja)          | 1 epizód               |
| 2022      | Üvöltés                         | Roar                                             | Ambia                        | 1 epizód               |
| 2023      | Star Wars: Látomások            | Star Wars: Visions                               | Kratu (hangja)               | 1 epizód               |
| 2023      |                                 | HouseBroken                                      | Ferris (hangja)              | 1 epizód               |
| 2023      |                                 | Strange Planet                                   | Dreamer (hangja)             | 1 epizód               |
| 2024      | Holdlány és Ördögi Dinoszaurusz | Moon Girl and Devil Dinosaur                     | Dr. Akonam Ojo (hangja)      | 1 epizód               |
| 2025      |                                 | RoboGobo                                         | The Slink (hangja)           | visszatérő szerep      |

### Podcast
| Év   | Cím                  | Szerep                   | Megjegyzések |
| ---- | -------------------- | ------------------------ | ------------ |
| 2019 | Anthem: Homunculus   | Joan                     | 3 epizód     |
| 2019 | Carrier              | Raylene Watts (hangja)   | 6 epizód     |
| 2019 | The Two Princes      | Malkia midlandi királynő | 5 epizód     |
| 2020 | Hank the Cowdog      | Madame Moonshine         | 3 epizód     |
| 2022 | Kym                  | Doctor Henry             | 2 epizód     |
| 2024 | George Orwell's 1984 | Julia                    | 7 epizód     |

## Színházi szerepek
| Év        | Cím                                | Szerep                                    | Színház                   |
| --------- | ---------------------------------- | ----------------------------------------- | ------------------------- |
| 2011–2012 | Apáca show                         | Deloris Van Cartier / Mary Clarence nővér | UK turné                  |
| 2013      | Bíborszín                          | Celie Harris Johnson                      | Menier Chocolate Factory  |
| 2014      | I Can't Sing! The X Factor Musical | Chenice                                   | London Palladium          |
| 2015–2017 | Bíborszín                          | Celie Harris Johnson                      | Bernard B. Jacobs Theatre |

## Diszkográfia

### Stúdióalbumok
- Cynthia Erivo & Oliver Tompsett Sing Scott Alan (2015)
- The Color Purple (2015 Broadway Cast Recording) (2016) a Bíborszín c. musicalből
- Anthem: Homunculus (Original Soundtrack) (2019)

### Kislemezek
- "Fly Before You Fall" (2014)
- "God Only Knows" (2018) John Legenddel
- "Stand Up" (2019) a Harriet című filmből

## Fontosabb díjak és jelölések
| Cím                            | Díj | Eredmény |
| ------------------------------ | --- | -------- |
| Filmek és tévésorozatok        | |          |
| Harriet                        | BAFTA-díj a legjobb új színésznek                                                                                 | Jelölve  |
| Harriet                        | Golden Globe-díj a legjobb női főszereplőnek – filmdráma                                                          | Jelölve  |
| Harriet                        | Golden Globe-díj a legjobb eredeti filmbetétdalnak: "Stand Up" (megosztva Joshuah Brian Campbell-lel)             | Jelölve  |
| Harriet                        | Oscar-díj a legjobb női főszereplőnek                                                                             | Jelölve  |
| Harriet                        | Oscar-díj a legjobb eredeti dalnak                                                                                | Jelölve  |
| Harriet                        | Screen Actors Guild-díj a legjobb női főszereplőnek                                                               | Jelölve  |
| Húzós éjszaka az El Royale-ban | Szaturnusz-díj a legjobb női mellékszereplőnek                                                                    | Jelölve  |
| Géniusz                        | Primetime Emmy-díj a legjobb női főszereplőnek (minisorozat, antológiasorozat vagy tévéfilm)                      | Jelölve  |
| Géniusz                        | Golden Globe-díj a legjobb női főszereplőnek (minisorozat vagy tévéfilm)                                          | Jelölve  |
| Wicked                         | Golden Globe-díj a legjobb női főszereplőnek – filmmusical vagy vígjáték                                          | Jelölve  |
| Wicked                         | Oscar-díj a legjobb női főszereplőnek                                                                             | Jelölve  |
| Wicked                         | BAFTA-díj a legjobb női főszereplőnek                                                                             | Jelölve  |
| Wicked                         | Screen Actors Guild-díj a legjobb szereplőgárdának (mozifilm)                                                     | Jelölve  |
| Wicked                         | Screen Actors Guild-díj a legjobb női főszereplőnek                                                               | Jelölve  |
| Poker Face                     | Primetime Emmy-díj a legjobb vendégszínésznőnek (vígjátéksorozat)                                                 | Jelölve  |
| Színpadi szerepek              | |          |
| Bíborszín                      | Daytime Emmy-díj a legjobb zenei műsornak                                                                         | Elnyerte |
| Bíborszín                      | Tony-díj a legjobb női főszereplőnek musicalben                                                                   | Elnyerte |
| Bíborszín                      | Drama Desk-díj a legjobb női főszereplőnek musicalben                                                             | Elnyerte |
| Bíborszín                      | Grammy-díj a legjobb színházi zenealbumnak (megosztva a producerekkel, Danielle Brooksszal és Jennifer Hudsonnal) | Elnyerte |
| Bíborszín                      | Theatre World Award                                                                                               | Elnyerte |